# Jaroslav Havlíček (politik)
Jaroslav Havlíček (24. září 1927 – ???) byl český a československý politik Komunistické strany Československa a poúnorový poslanec Národního shromáždění ČSSR a Sněmovny lidu Federálního shromáždění.

## Biografie
Ve volbách roku 1960 byl zvolen za KSČ do Národního shromáždění ČSSR za hlavní město Praha. Mandát získal i ve volbách v roce 1964. V Národním shromáždění zasedal až do konce jeho funkčního období v roce 1968. K roku 1968 se uvádí profesně jako montér z obvodu Praha Vršovice-východ-Záběhlice.
Po federalizaci Československa usedl roku 1969 do Sněmovny lidu Federálního shromáždění (volební obvod Praha 10 Vršovice-Záběhlice), kde setrval do konce volebního období, tedy do voleb roku 1971.